# 에어 트랜샛
에어 트랜샛(Air Transat)은 캐나다의 레저 전용 항공사로 몬트리올 피에르 엘리오트 트뤼도 국제공항, 토론토 피어슨 국제공항이 허브 공항으로 1987년에 설하였으며, 에어 트랜샛의 본사는 캐나다 퀘벡주 몬트리올에 위치해 있다.

## 역사
에어 트랜샛은 1987년 11월 14일, 몬트리올에서 아카풀로행 노선을 시작으로 6년 후, 도산한 네이션 에어를 인수하여 규모를 확장해 나갔다. 현재 에어 트란셋은 연간 3백 5십만명의 승객을 수송하며 그 규모를 확장해나가고 있다. 2009년 2월 13일, 에어 트란셋은 CanJet와의 5년간 파트너십 협정을 체결하였는데 주로 해당 항공사의 보잉 737기를 사용하여 국내선을 운항하였으나 이후 웨스트제트와의 파트너십 체결로 CanJet와의 파트너십을 종료, 대체하였다. 그리고 2013년 9월 13일, 에어 트란셋은 에어프랑스-KLM 그룹의 레저 항공사인 트랜스아비아 프랑스와의 파트너십을 체결, 트랜스아비아 프랑스의 보잉 737-800기를 운항하는데 이는 2019년가지 운항해나갈 계획이다.
최근 2015년, 시리아 내전으로 많은 시리아인들이 캐나다로 망명을 오자 수많은 시리아인들의 수송량을 보완하기 위하여 2015년, 에어버스 A330기를 동원하여 35,000명을 수송하였다.

## 운항 노선
- 2017년 7월 기준으로 에어트랜젯은 다음과 같은 노선을 운항하고 있다.

## 보유 기종

### 현재 운항 중인 기종
- 2020년 3월 기준으로 에어 트랜샛은 다음과 같은 기종을 보유하고 있으며 평균 기령은 16년이다.[1][2][2]

## 갤러리

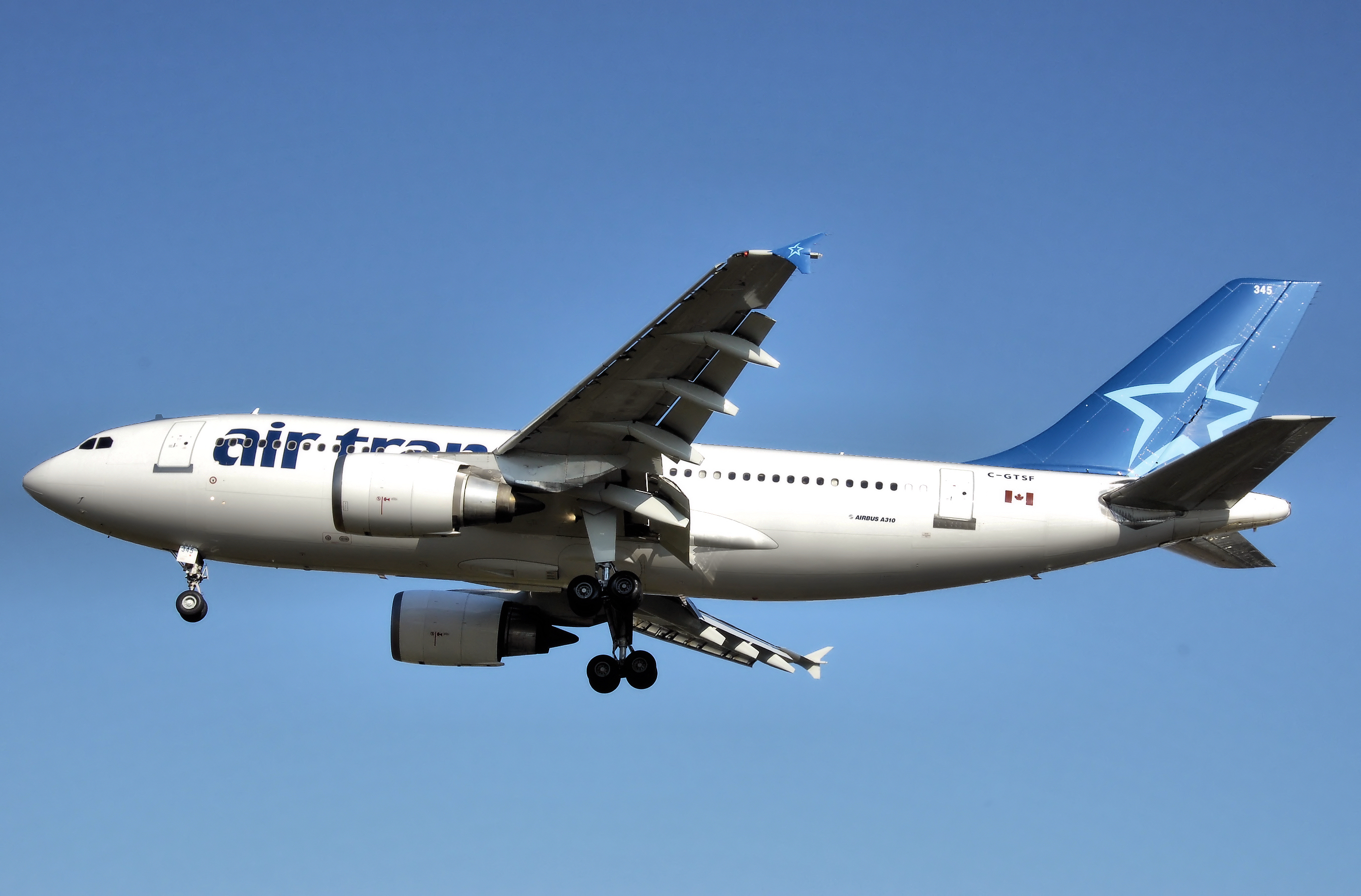
에어 트랜샛의 에어버스 A310-300
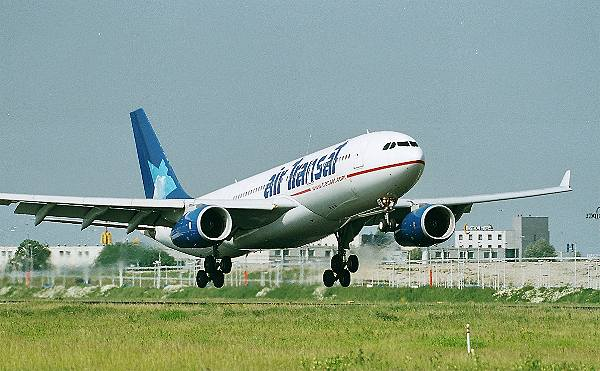
에어 트랜샛의 에어버스 A330-200
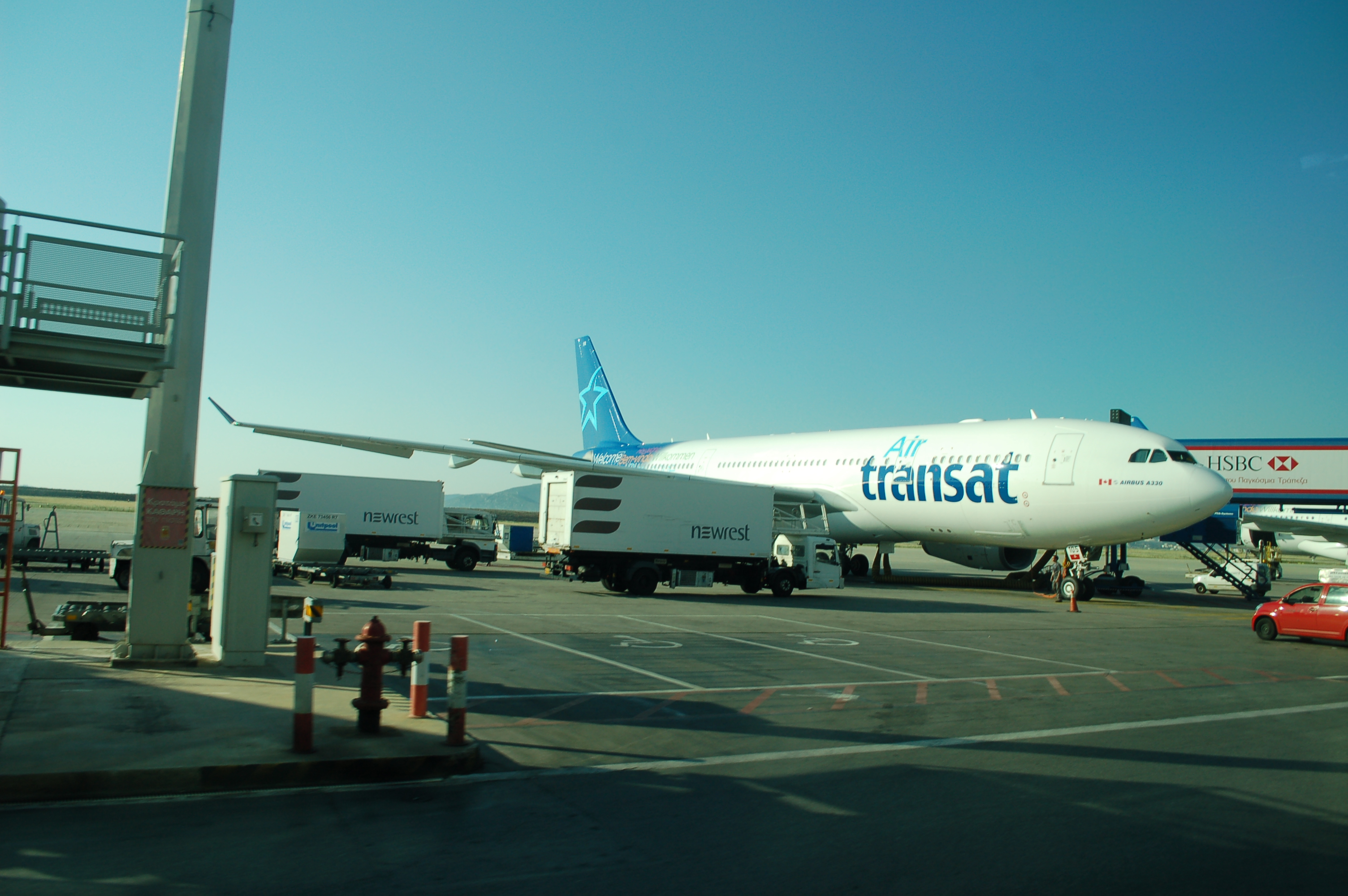
에어 트랜샛의 에어버스 A330-300